# Herb Wyszogrodu
Herb Wyszogrodu – jeden z symboli miasta Wyszogród i gminy Wyszogród w postaci herbu.

## Wygląd i symbolika
Herb przedstawia na niebieskiej tarczy herbowej z czarną obwódką dwie białe wieże. Blankowane wieże umieszczone są obok siebie, mają po dwa czarne okna w układzie jedno nad drugim oraz czarne szpiczaste dachy.

## Historia

Dawny herb Wyszogrodu

Wieże w herbie miasta pojawiły się w XIV wieku. Herb został określony uchwałą Nr 31/IV/2003 Rady Gminy i Miasta w Wyszogrodzie z 27 lutego 2003 roku w sprawie Statutu Gminy i Miasta Wyszogród.